# Feri
Feri je priimek v Sloveniji, ki ga je po podatkih Statističnega urada Republike Slovenije na dan 1. januarja 2010 uporabljalo 17 oseb in je med vsemi priimki po pogostosti uporabe uvrščen na 14.193. mesto.

## Znani nosilci priimka
- Marko Feri, kitarist in glasbeni pedagog
- Martina Feri, vokalistka, pianistka in zborovodkinja